# Dominicaines de la Nouvelle-Zélande
 (mars 2022).
Les Dominicaines de la Nouvelle-Zélande forment une congrégation religieuse féminine enseignante de droit pontifical.

## Histoire
À la demande de Patrick Moran, premier évêque du diocèse de Dunedin (Nouvelle-Zélande), un groupe de dix sœurs dirigé par Maria Gabriella Gill quittent le monastère dominicain de Blackrock (Irlande), et s'installe le 18 février 1871 à Dunedin. Elles se répandent rapidement dans le diocèse de Dunedin puis dans ceux des diocèses d'Auckland et de Wellington.
En 1899, William Kelly, premier évêque de Geraldton (en), invite les sœurs à fonder une maison dans son diocèse. Elles s'installent à Greenough (en), un hameau à 24 kilomètres au sud de Geraldton et forment la première maison de dominicaines en Australie-Occidentale. Elles créent ensuite d'autres écoles et collèges et s'étendent dans le diocèse de Perth,.
En 1928, le Saint-Siège approuve l'union des maisons de Cabra (en), Blackrock, Dún Laoghaire, Wicklow et Belfast qui forme un institut centralisé sous le nom de Dominicaines de Notre Dame du Rosaire et de Sainte Catherine de Sienne. Les douze maisons de dominicaines présentes en Nouvelle-Zélande décident de maintenir leur autonomie et deviennent une congrégation approuvée par le Saint-Siège le 25 mars 1933.

## Activité et diffusion
Les sœurs se consacrent à l'enseignement.
La maison-mère est à Dunedin.
En 2017, la congrégation comptait 44 sœurs dans 18 maisons.